# Ennatosaurus tecton
Ennatosaurus tecton Efremov, 1956 è un tetrapode estinto, appartenente ai sinapsidi. Visse nel Permiano medio (Wordiano, circa 270 milioni di anni fa) e i suoi resti fossili sono stati ritrovati in Russia. È considerato l'ultimo rappresentante dei caseidi.

## Descrizione
Questo animale è noto per alcuni scheletri di piccole dimensioni, appartenenti con tutta probabilità ad animali giovani. È noto solo un cranio di un esemplare adulto, ritrovato nello stesso luogo; si suppone che la lunghezza di un Ennatosaurus adulto potesse superare i 4 metri di lunghezza. Come tutti i suoi parenti più stretti (i caseidi), questo animale possedeva grandi zampe dotate di piedi larghi, una testa piuttosto piccola se rapportata al resto del corpo e denti dotati a una corona terminale a spatola caratterizzata da cuspidi.
Ennatosaurus era l’unico fra i caseidi (e probabilmente fra tutti i pelicosauri) a possedere due fossette profonde e allungate longitudinalmente nei centri vertebrali, visibili sia ventralmente che lateralmente.

## Classificazione
Ennatosaurus è stato descritto per la prima volta da Efremov nel 1956. È stato ascritto al gruppo dei caseidi (Caseidae), un gruppo di tetrapodi tipici del Permiano, considerati attualmente rappresentanti basali dei sinapsidi (il grande gruppo comprendente i mammiferi e i loro più stretti parenti). In particolare, Ennatosaurus è considerato il più tardo rappresentante del gruppo, e visse insieme ad altri sinapsidi più evoluti (i terapsidi).

## Paleobiologia
Ennatosaurus era un erbivoro che probabilmente usava le sue grandi zampe artigliate per dissotterrare le piante di cui si cibava. Molti fossili di giovani esemplari sono stati ritrovati in un solo sito, insieme al cranio di un adulto. Probabilmente questi esemplari furono sepolti simultaneamente dalla sabbia durante un evento catastrofico. Altri rettili vissuti nello stesso periodo e nella stessa regione includono il piccolo erbivoro (o insettivoro) Nyctiphruretus e il carnivoro Biarmosuchus.